# Janne Andersson (journalist)
Jan Erik Edvin Andersson, känd som Janne Andersson, född 2 augusti 1943 i Stora Malms församling i Södermanlands län, död 2 december 2020, var en svensk journalist. Han var mellan 2002 och 2010 den svenska tv-kanalen TV4:s tittarombudsman (TO).
Janne Andersson studerade på Journalisthögskolan i Stockholm där han avslutade sin utbildning 1970. Han arbetade som journalist på Aftonbladet och Sveriges Radio. Vidare har han arbetat för ABC och Aktuellt på SVT.
Andersson anställdes på TV4 år 1989 vid kanalens uppstart och jobbade som nyhetschef vid lanseringen av Nyheterna och Gomorron. År 1994 blev han chef för TV4:s lokala nyhetsredaktioner. 1998–1999 var han redaktionschef på TV4 Stockholm. Efter att han lämnat TV4 Stockholm arbetade Andersson med nöjesnyheter för TV4:s rikssändningar.
År 2002 blev han TV4:s tittarombudsman, ett uppdrag han hade fram till 2010.
Andersson var under en tid gästprofessor på Södertörns Högskola under titeln "gästprofessor i medie- och kommunikationsvetenskap" där han även ledde torsdagsklubben.
Janne Andersson var sedan 1987 gift med Karin Alfredsson (född 1953). Han är begravd på Solna kyrkogård.